# SN 2006cx
SN 2006cx – supernowa typu II odkryta 8 czerwca 2006 roku w galaktyce NGC 7316. W momencie odkrycia miała maksymalną jasność 17,40m.